# 670
670 م هي سنة بسيطة بدأت يوم الثلاثاء.

## أحداث
- احتراق هوريو-جي المعبد البوذي في اليابان، وبدء أعمال إعادة بناءه فوراً.

## مواليد
- طارق بن زياد

## وفيات
- الحسن بن علي بن أبي طالب، حفيد محمد.
- عنبسة بن أبي سفيان.
- أوزوي، ملك برنيسيا